# Pas cobert i arc de pas al carrer del Forn
Pas cobert i arc de pas al carrer del Forn és una obra d'Altet, al municipi de Tàrrega (Urgell), inclosa a l'Inventari del Patrimoni Arquitectònic de Catalunya.

## Descripció
Estructura arquitectònica anecdòtica on s'uneixen dues construccions diferents. Per una banda un arc de pas i per l'altra un pas cobert units conjuntament. El carrer del Forn d'Altet passa just per sota de l'arc de pas. A la banda lateral esquerra del carrer neix una estructura elevada formada per un mur de pedra on a la zona més alta d'aquest nivell es crea el pas cobert, i que queda a la mateixa distància i alçada que l'arc de pas. És una estructura poc habitual, ja que normalment es troba el pas cobert a l'interior de l'arc de pas. Aquí estan de costat.
Aquest pas cobert està situat damunt d'una estructura paredada, i s'hi accedeix mitjançant unes escales, per un costat i per l'altre, mitjançant un pendent poc inclinat. El pas té una altra peculiaritat, en el seu interior hi ha l'accés a dues cases adossades. El seu sostre (el pas de cobert) s'utilitza com a terrassa de la casa i d'allí es pot accedir a un estret pas suportat per l'arc de mig punt que arriba a l'altre extrem del carrer. Tot es comunica. Estilísticament, el pas cobert i l'arc de pas segueixen la mateixa estructura. Ambdós són arcs de mig punt fets de maçoneria parcialment arrebossats. En el cas de l'arc de pas, es pot observar la pedra picada unida amb argamassa. També la presència de dues arcades diferents, una a l'interior de l'altra, fetes amb pedres treballades unides entre si.